# 小野氏
小野氏（おのし）は、「小野」を氏の名とする氏族。
7世紀前半から平安時代中期にかけて活躍した氏族である。姓ははじめは臣であったが、八色の姓により朝臣に列せられた。孝昭天皇の皇子である天足彦国押人命（あめたらしひこくにおしひとのみこと）を祖とする和珥氏の枝氏である。
源盛義を祖とし、美濃国小野に住んだことから小野を名乗った清和源氏義光流平賀氏系小野氏（武家）など、地名にちなむ小野氏もある。

## 動向
近江国滋賀郡小野村（現在の滋賀県大津市内）周辺を本拠とした。なお、山城国愛宕郡小野郷（現在の京都市左京区内）も支配下にあったと考えられており、京都市左京区上高野西明寺山の崇導神社内には小野毛人の墓碑がある。
小野氏は、琵琶湖での水運技術をもとに多く海事や軍事を担当していた。一族には、遣隋使となった小野妹子をはじめ、遣唐使などを務めたものが多く、東北や九州などの地方官僚などを務めたものも多い。漢詩や和歌に優れ、参議にまで昇った小野篁や能書家として知られる小野道風などが有名であるが、鎮守将軍となった小野春風や追捕凶賊使として藤原純友の乱の鎮圧にあたった小野好古なども出している。
武蔵七党の筆頭の横山氏（猪俣氏）は、小野篁の末裔。横山氏（猪俣氏）の一族で、新田氏と自称した由良氏（横瀬氏）も小野を本姓としている。

## 清和源氏義光流平賀氏系小野氏
源義光の四男の源盛義（平賀盛義）を祖とする平賀源氏は惟義の代に伊勢・伊賀・越前・美濃・丹波・摂津という近畿6か国の守護職を得て鎌倉幕府内で重要な位置を占める。惟義の孫義行が美濃国小野に住み、小野氏を名乗ったという。この一族の小野継胤は大江広元の嫡男の大江親広の配下であったが、承久の乱により敗れた親広が出羽国寒河江荘に潜居した際付き従ったという。承久の乱では平賀氏当主で6か国守護を継承した惟信も後鳥羽上皇に付き、後に配流された。小野継胤の子顕胤は、乱の後許された親広の子広時が鎌倉で幕府に仕えたため関東に居住したとみられるが、大江元顕が寒河江荘に入部した13世紀末頃小野一族も共に下向したとみられる。その後、寒河江氏譜代の家臣として活動するが、天正12年（1584年）寒河江氏が最上氏に滅ぼされると帰農したという。

## 系図
斜体の人物は女子
```
     
孝昭天皇

        ┣━━━━━━━━━━━━━━━━━━━┓
   
天押帯日子命
                                 ┃
        ┣━━━━━━━┓                      ┃
 
和邇日子押人彦命
    
押媛命
━━━━┳━━━━
孝安天皇

        ┣━━━━━━┓           ┃
     
彦姥津命
    
彦祁都比売命
    
孝霊天皇

        ┣━━━━━━━┳━━━━━━━┓ 
    
伊富都久命
    
袁祁都依比売命
     
彦国葺命

                          ┏━━━━━━┫
                      
建耶須禰命
     
大口納命

                            ┏━━━━━╋━━━━━━┓
                        
真侶古命
      
彦汝命
    
難波根子建振熊命

                        ┏━━━━━━━┳━━━━━━╋━━━━━━━┓
                    
石持足尼命
    
大矢田宿禰命
    
日触使主命
    
米餅搗大臣命

                                                                      ┣━━━━━┳━━━━━┓
                                                                    
春日人華
    
春日市河
    
春日深目

                                                              ┏━━━┫
                                                             
岡上
    
牟久

                                                    ┏━━━━┫
                                                 
櫟井津幡
    
野依

                                                      ┏━━━┫
                                                     
淵名
    
大海

                                                      ┃
                                                  
小野大樹

                                                      ┃
                                                    
仲若子

                                                      ┣━━━━━┓
                                                   
小野妹子
    
春日老女子
━━┳━━
敏達天皇
 
                                      ┏━━━━━━━┫         ┏━━━━━╋━━━━━┓
                                     
広人
            
毛人
     
大派皇子
    
春日皇子
    
難波皇子

                                      ┃      ┏━━━┫
                                     
牛養
    
文人
    
毛野

                                      ┏━━━┳━━━┫
                                      
老
     
田守
    
永見

                      ┏━━━┳━━━┫      ┏━━━╋━━━┓
                     
石根
    
竹良
    
小贄
    
石雄
    
岑守
    
沢守

                      ┃              ┏━━━┫      ┣━━━┓
                     
石子
            
春枝
    
春風
     
篁
     
千株

                                              ┏━━━╋━━━━━━━┓
                                            
良真
    
葛絃
             
保衡

                                              ┃      ┣━━━┓      ┃
                                            
小町
    
好古
    
道風
  （
横山党
）
```